# HMS Scorpion (1910)
«Скорпіон» (1910) (англ. HMS Scorpion (1910) — військовий корабель, ескадрений міноносець типу «Бігл» Королівського військово-морського флоту Великої Британії часів Першої світової війни.

## Історія
Ескадрений міноносець «Скорпіон» закладений 3 травня 1909 року на верфі компанії Fairfield Shipbuilding and Engineering Company у Говані. 19 лютого 1910 року він був спущений на воду, а у вересні 1910 року увійшов до складу Королівських ВМС Великої Британії. Есмінець брав участь у бойових діях на морі в Першій світовій війні, переважно бився на Середземному морі. За проявлену мужність та стійкість у боях бойовий корабель заохочений бойовою відзнакою.

### Бойовий шлях
Після введення есмінця до строю його першим командиром став лейтенант-командер Ендрю Браун Каннінгем. 1911 році він брав участь у Королівському огляді флоту в Спітгеді. На думку майбутнього флотоводця британський флот перебував у зеніті своєї слави: на демонстрації флот розтягнувся на 26 миль, були присутні 42 лінійні кораблі та 68 есмінців.
З 1913 року корабель проходив службу на Середземному морі. З початком Першої світової війни брав активну участь у боях в акваторії моря. «Скорпіон» залучався до пошуку німецьких крейсерів «Гебен» та «Бреслау», що проривалися до Чорного моря. Попри переслідуванню ескадри британського флоту під командуванням адмірала А. Мілна, німецьким лінійному «Гебен» та легкому «Бреслау» крейсерам вдалося пройти крізь Дарданелли та дістатися Стамбула. У цій гонці есмінець Е.Каннінгема був у передовій групі переслідувачів, супроводжуючи артилерійські кораблі та забезпечуючи протимінну безпеку корабельного угруповання. Безкровна «битва» британських та німецьких кораблів мала далекосяжні політичні та військові наслідки для усього Середземноморського та Чорноморського регіонів та ходу війни в цілому. У листопаді 1914 року Османська імперія приєдналась до Центральних держав і відразу підключилася до активної фази боїв на Європейському континенті, в Африці й в Азії. Як пізніше писав В.Черчилль: «більше вбивств, більше нещастя і більше руйнувань, ніж коли-небудь раніше було принесено по компасу кораблів»
Протягом 1914—1915 років «Скорпіон» виконував завдання в акваторії Середземного моря, у лютому 1915 року Е.Каннінгем зі своїм есмінцем залучався до підтримки висадки морського десанту на півострів Галліполі. За вмілі та рішучі дії в Дарданельській кампанії його підвищили у званні до командера та нагородили орденом «За видатні заслуги».
1916 рік пройшов у рутинному несенні служби в східному Середземномор'ї, ескортуванні конвоїв, що перевозили війська та вантажі, супроводі поодиноких суден у цій частині світу. Жодного разу конвої, які супроводжував Е.Каннінгем не піддались атакам німецьких підводних човнів, як згодом писав сам офіцер: «Недоторканість моїх конвоїв можливо була наслідком чистого талану».